# Октябрята

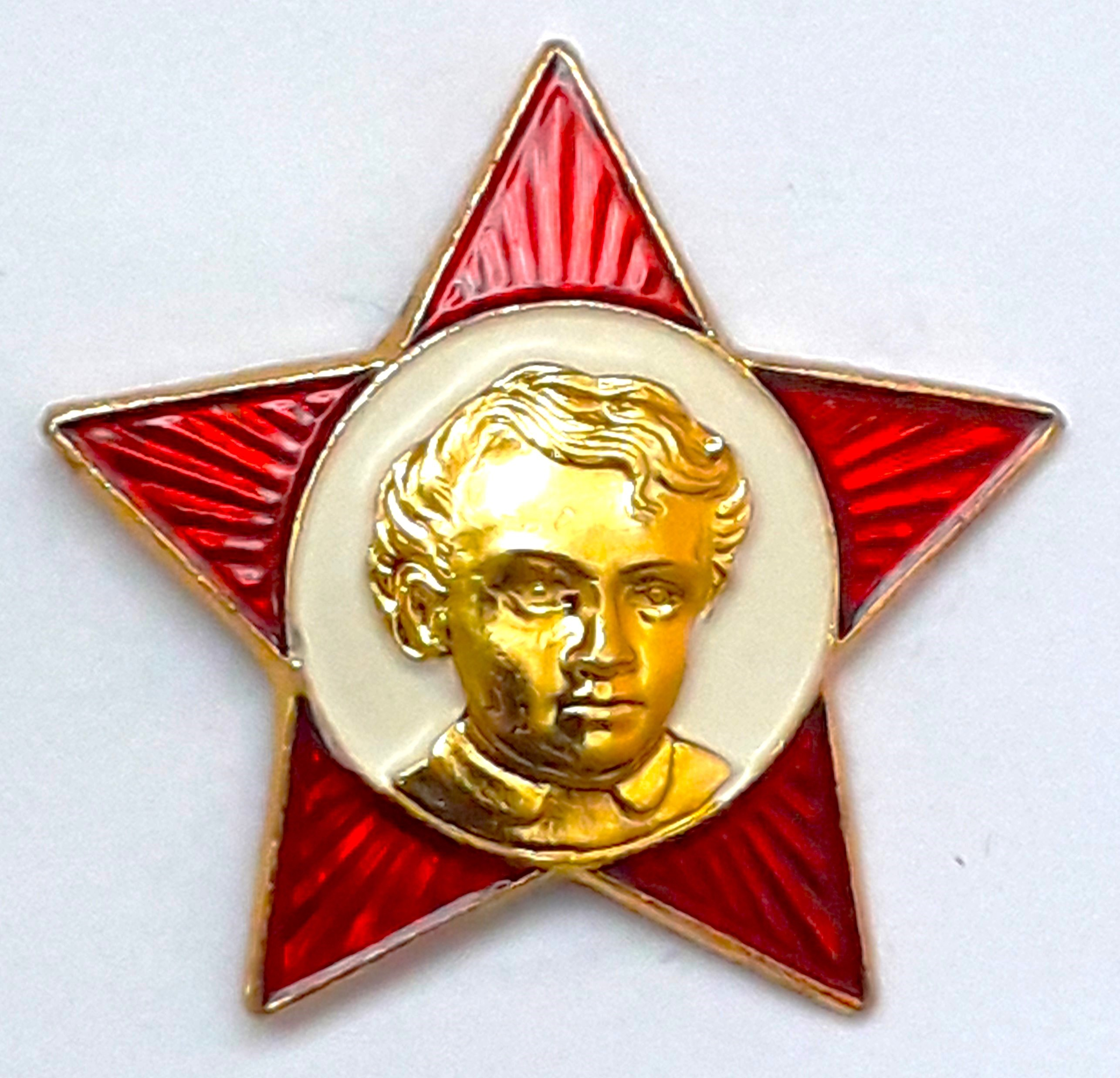
Значок звёздочка октябрёнка с изображением В. И. Ленина в детстве.

Октябрята — учащиеся возрастом 7—9 лет, которых готовили ко вступлению в пионерскую организацию Союза ССР, объединяемые в группы при пионерской дружине школы. Группами, составленными из октябрят, руководили вожатые из числа пионеров и комсомольцев школы.

## Описание

Значок октябрёнка. Удешевлённый пластмассовый вариант конца 1950 годов, использующий напрямую репродукцию картины художника Ивана Кирилловича Пархоменко

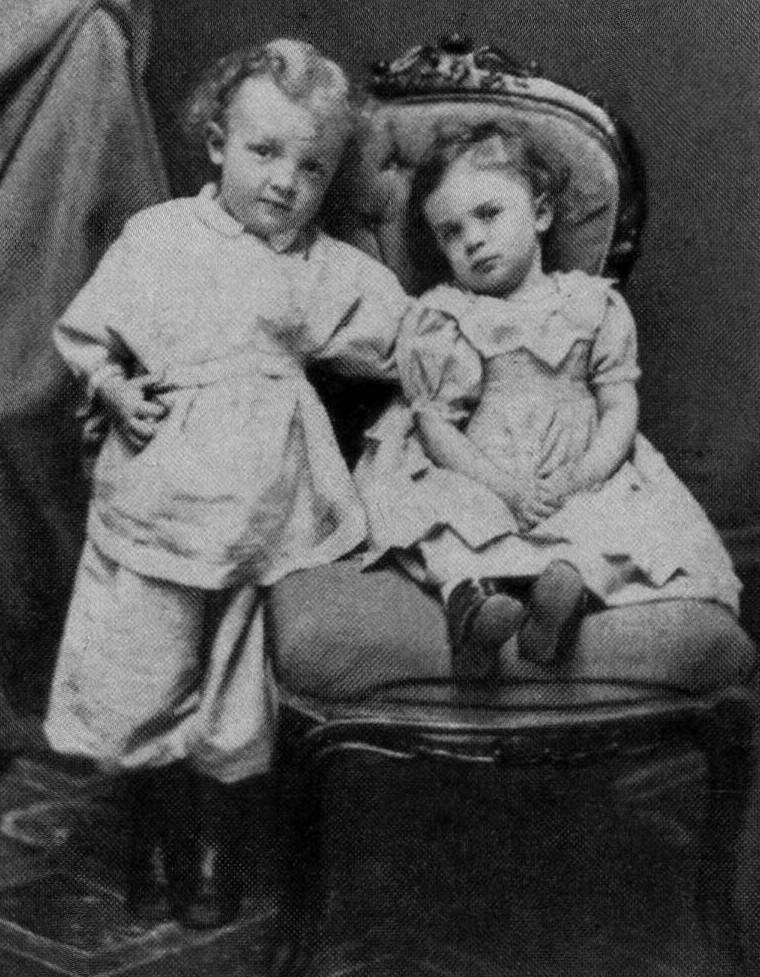
Фото Закржевской Е. Л. 1874 года, Володя Ульянов с сестрой Ольгой. По фрагменту этой фотографии были сделаны октябрятские значки

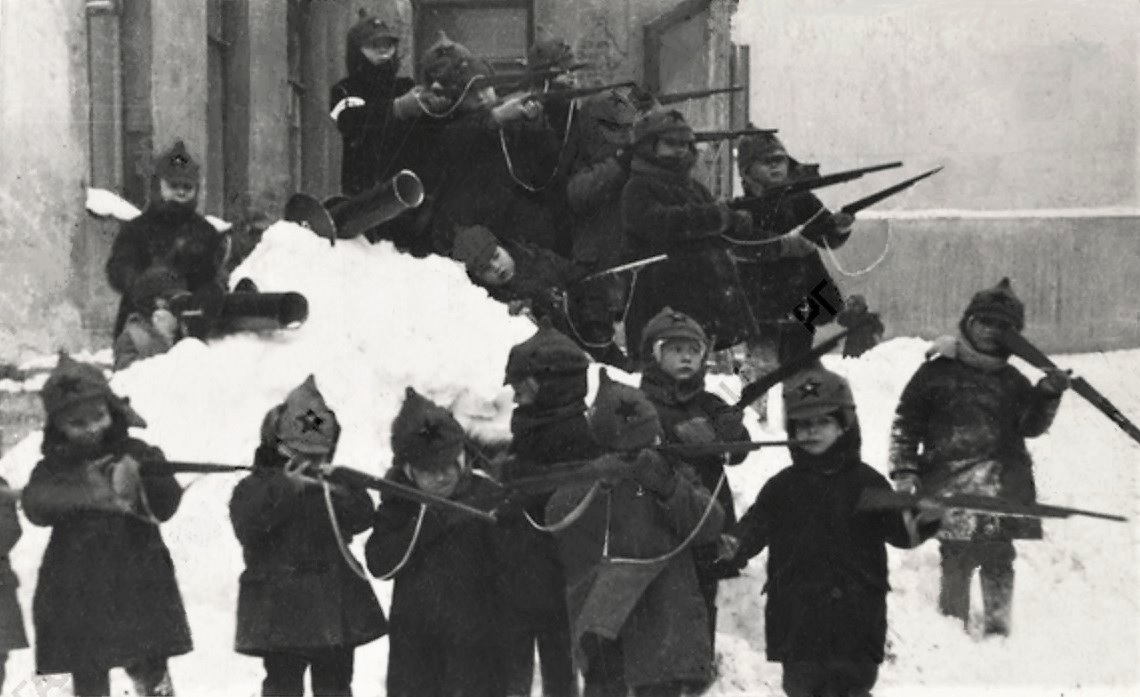
Октябрята — защитники Октября. 1930-е годы. Фото С. Струнникова

18 июля 1924 года VI съезд РЛКСМ записал в своей резолюции «Об организационном строительстве деткомгрупп»: «…является возможным охват коммунистическим движением детей более младших возрастов 8—11 лет путём создания младшей ветви детского коммунистического движения».
Термин «октябрята» возник в 1923—1924 годах, когда в Москве стали возникать первые группы детей, в которые принимали детей 7 лет, ровесников Великой Октябрьской социалистической революции.
Этой же резолюцией VI съезда РЛКСМ была установлена структура октябрятской организации,  организованную при пионерском отряде группу октябрят из 25 детей разбивали на звенья по 5 человек (впоследствии звенья стали называть «звёздочками» и могли достигать 7—10 детей; по положению о Всесоюзной пионерской организации (1957) — до 8 человек; положению о Всесоюзной пионерской организации (1967) — 5—6 школьников). Руководил группой комсомолец, выделенный ячейкой РЛКСМ и являвшийся помощником вожатого отряда пионеров. Звеньями руководили пионеры, в помощь пионерам выбирали помощников из октябрят. Существовал совет группы, который состоял из её вожатого, звеньевых и их помощников, то есть октябрёнок мог быть только помощником звеньевого и рядовым членом совета группы. В 1957 году октябрята получили право возглавлять звёздочки.
Группы октябрят создавали в первых классах школ и действовали до вступления октябрят в пионеры и образования пионерских отрядов. Первоначально, после вступления в ряды октябрят, дети носили нашитую на рубашке на левой груди красную звезду. Впоследствии октябрятам стали выдавать нагрудный значок — 5-конечную рубиновую звезду с портретом Ленина в детстве. Символом группы был красный октябрьский флажок. Группа (в некоторых школах — отряд) октябрят состояла из нескольких подразделений, называемых «звёздочками», каждая из которых включала обычно по 5 детей — символ 5-конечной звезды. Принцип создания отряда октябрят был прост, отряд — это школьный класс. Как правило в «звёздочке» каждый октябрёнок занимал одну из «должностей»: командир «звёздочки», цветовод, санитар, библиотекарь, политинформатор или физкультурник. В некоторых школах командир «звёздочки» по требованию учителей нашивал на рукав школьной формы нашивку (командир отряда — 2 нашивки).
Законы и обычаи октябрят (утверждены ЦК РКП(б) 04.08.1924):
Законы октябрят:
- Октябрята помогают пионерам, комсомольцам, коммунистам, рабочим и крестьянам;

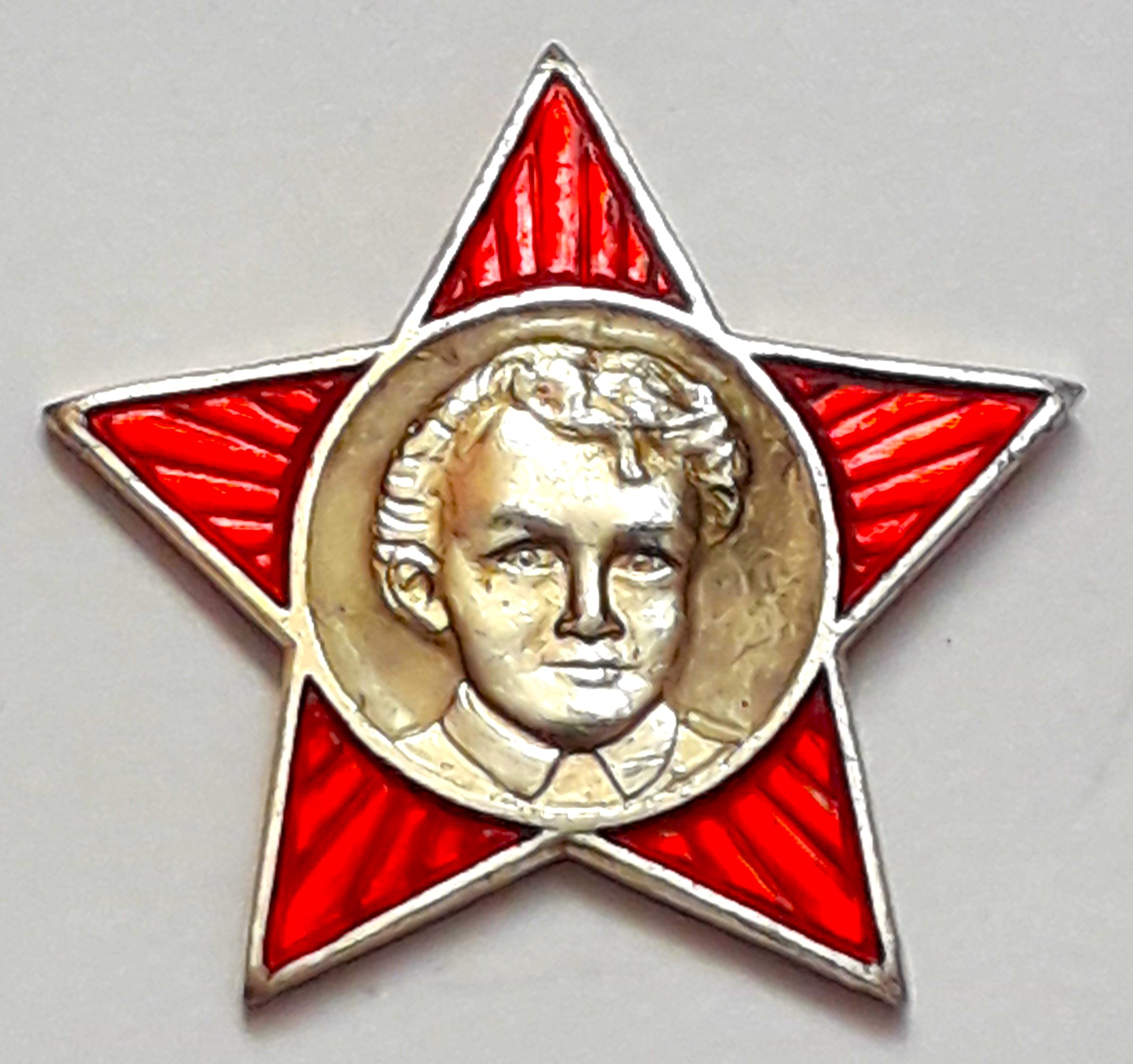
Значок октябрёнка. Металлический вариант, по дизайну 1928 года скульптора Николая Васильевича Томского

- Значок октябрёнка. Металлический вариант, по дизайну 1928 года скульптора Николая Васильевича ТомскогоОктябрята стремятся стать пионерами.

Обычаи октябрят:
- Октябрята следят за чистотой своего тела и одежды;
- Октябрята любят работать[1].

Правила октябрят (утверждены Бюро ЦК ВЛКСМ 17.03.1967):
- Октябрята — будущие пионеры;
- Октябрята — прилежные ребята, любят школу, уважают старших;
- Только тех, кто любит труд, октябрятами зовут;
- Октябрята — правдивые и смелые, ловкие и умелые;
- Октябрята — дружные ребята, читают и рисуют, играют и поют, весело живут.

Деятельность октябрят проходила преимущественно в игровой форме и организовывалась учителями и вожатыми. Ежегодно 16—22 апреля проводили всесоюзную неделю октябрят. В школе для октябрят могли организовать «ленинские чтения», когда 22-го числа каждого месяца назначенный старшеклассник приходил в класс и читал рассказы о В. И. Ленине (его день рождения 22-го апреля 1870 года).

## Печатные издания
Для октябрят издавали всесоюзные («Весёлые картинки» и «Мурзилку» — дошкольный возраст и младшие классы, «Костёр», «Юный техник» и «Юный натуралист» — для допионерского и пионерского возраста) и республиканские журналы. Например, в Молдавской ССР издавался журнал «Стелуца» (Steluța, «Звёздочка») на молдавском и русском языках, в Эстонской ССР издавался журнал Täheke («Звёздочка») на эстонском языке. В Киеве печатали журнал «Барвинок» на русском и украинском языках. Материалы, предназначенные для октябрят, публиковали в различных пионерских газетах.
Ежегодно для октябрят издательство «Малыш» выпускало настольный календарь «Звёздочка». Методические материалы о работе с октябрятами регулярно печатали в журналах «Вожатый», «Начальная школа», «Воспитание школьников».
Объединения младших школьников при пионерских и других детских организациях, подобные октябрятам, действуют во многих странах.

## Структура коммунистических молодёжных организаций СССР
- Октябрята — ученики начальных классов — дети в возрасте от 7 до 9 лет (в пионеры октябрят принимали в третьем классе, отличников — осенью, около 29 октября или 7 ноября, остальных — весной, около 22 апреля);
- Пионеры — ученики средних классов школы (с 3—4-го по 8-й классы) — подростки в возрасте от 9 до 15 лет (в комсомол пионеров принимали с 14 лет, не принятые в комсомол по достижении 15 лет автоматически переставали быть пионерами);
- Комсомольцы — молодёжь в возрасте от 14 до 28 лет;
- Партия — КПСС.

## Октябрята в Беларуси
В 2006 году младшие члены ОО «БРПО» (ОО «Белорусская республиканская пионерская организация») в возрасте от 7 до 10 лет стали называться «октябрята» (акцябраты). Октябрёнок — новичок в пионерских делах, готовый принять и продолжить традиции и историю пионерии. Приём в организацию младших школьников проводят в торжественной обстановке на сборе дружины одновременно с ритуалом присвоения звания «октябрята».

## Орлята-сентябрята в ЛНР
В 2024 году Леонид Пасечник принимал первоклассников в орлята-сентябрята.